# Лигата на справедливостта
За анимационните сериали вижте Лигата на справедливостта (анимационен сериал) или Лигата на справедливостта без граници.
Лигата на справедливостта (на английски: Justice League), понякога наричана и Американската лига на справедливостта (на английски: Justice League of America) или накратко АЛС, е екип от супергерои на ДиСи Комикс.
За пръв път лигата се появява в The Brave and the Bold през 1969 г., като в оригиналния състав влизат Супермен, Батман, Жената-чудо, Светкавицата, Зеления фенер, Аквамен и Марсианския ловец. През годините се появяват и много други супергерои като: Зелената стрела, Атом, Черното канарче, Капитан Марвел, Капитан Адамс, Пластичния човек, Момичето-ястреб, Супергърл, Доктор Фейт и много други.
За 2017 година е насрочен игрален филм със същото име. Той ще се казва „Лигата на Справедливостта“ и ще бъде петия филм от Разширената вселена на Ди Си.
1. ↑  www.imdb.com